# O Beijo (filme)
O Beijo é um filme de drama brasileiro de 1964, produzido e dirigido por Flávio Tambellini. O roteiro do diretor adapta a peça teatral "O Beijo no Asfalto" de Nelson Rodrigues. Música de Moacir Santos.

## Elenco
- Reginaldo Faria... Arandir
- Fregolente...Delegado Cunha (creditado como A.Fregolente)
- Jorge Dória...jornalista Mário Ribeiro
- Nelly Martins...Selminha
- Norma Blum...Dália
- Xandó Batista...Aprígio
- Eliezer Gomes...Aruba
- Elizabeth Gasper...viúva
- Glauce Rocha...moça na boate
- Jorge Cherques ... Chefe de Arandir
- Míriam Pérsia ... Miriam
- Raul da Mata ... Jornalista
- Betty Faria...moça que dança na boate
- Georgia Quental ... Mulher na praia
- Liana Duval...Dona Isabel

## Sinopse
O arquiteto Arandir está casado a pouco tempo com Selminha e ambos estão aparentemente felizes, apesar do pai dela, Aprígio, não ter aprovado a união e evitar até de falar o nome do genro. Certo dia, ao sair do escritório onde trabalha, Arandir testemunha um atropelamento de um homem que, agonizante, lhe pede um "beijo francês" e falece em seguida. Arandir atende ao pedido para surpresa das demais pessoas que circundavam o atropelado, dentre eles Aprígio e o jornalista sensacionalista Mário Ribeiro. Imediatamente Ribeiro começa a escrever vários artigos aludindo a homossexualidade do arquiteto e insinuando que ele conhecia a vítima e a teria empurrado na direção do caminhão que o atingira. O delegado Cunha inicia um violento interrogatório de Arandir, que também começa a sofrer com as desconfianças dos colegas de trabalho e da própria esposa que entra em desespero.